# Кизил-Октябр (Бураєвський район)
Кизи́л-Октя́бр (рос. Кызыл-Октябрь, башк. Ҡыҙыл Октябрь) — присілок у складі Бураєвського району Башкортостану, Росія. Входить до складу Кушманаковської сільської ради.
Населення — 6 осіб (2010; 7 у 2002).
Національний склад:
- башкири — 100 %